# Hirvijärvi (sjö i Kyyjärvi, Mellersta Finland, Finland)
Hirvijärvi eller Hirvilampi är en sjö i Finland. Den ligger i kommunen Kyyjärvi i landskapet Mellersta Finland, i den centrala delen av landet, 300 km norr om huvudstaden Helsingfors. Hirvijärvi ligger 200 meter över havet. I omgivningarna runt Hirvijärvi växer i huvudsak blandskog. Den är 1,1 meter djup. Arean är 14,9 hektar och strandlinjen är 1,87 kilometer lång. Sjön  ingår i Kymmene älvs huvudavrinningsområde. 